# Tartarocreagris cookei
Espèce
Tartarocreagris cookei est une espèce de pseudoscorpions de la famille des Neobisiidae.

## Distribution
Cette espèce est endémique du Texas aux États-Unis. Elle se rencontre dans les comtés de Comal, de Hays, de Bexar et de Bandera.

## Description
Les mâles mesurent de 2,21 à 2,90 mm et les femelles de 2,68 à 3,27 mm.

## Étymologie
Cette espèce est nommée en l'honneur de John A. L. Cooke.

## Publication originale
- Muchmore, 2001 : Review of the genus Tartarocreagris, with descriptions of new species (Pseudoscorpionida: Neobisiidae). Texas Memorial Musuem, Speleological Monographs, no 5, p. 57-72.